# Bella Paola
Bella Paola, née en 1955 est un cheval de course qui participe aux courses hippiques de plat. Elle fut l'une des plus grandes championnes des années 1950.    

## Carrière de courses
Propriété de son éleveur François Dupré, entraînée par François Mathet, Bella Paola termine troisième du Prix Yacowlef pour ses débuts, et s'impose dès sa sortie suivante dans le Prix Georges de Kerhallet disputé à Clairefontaine. Elle affronte ensuite avec succès les mâles en remportant coup sur coup le Critérium de Maisons-Laffitte et le Grand Critérium. Dans chacune de ces deux courses, le podium est identique : Bella Paola, Tarquin et Cherasco. Malgré cette saison quasi-parfaite, et bien qu'elle ait dominé les mâles, Bella Paola se voit privée du titre de meilleure 2 ans français par sa compagne d'écurie Texana, véritable dragster qui a enchaîné les victoires sur 1 000 m et dégoupillé les meilleurs sprinteurs d'âge, notamment dans le Prix de l'Abbaye de Longchamp.
Mais Bella Paola, elle, a un destin classique et le duo Dupré/Mathet décide de la mesurer aux meilleures pouliches anglaises. Après une rentrée victorieuse dans le Prix Imprudence, la pouliche s'en va conquérir les 1000 Guinées où elle domine une autre française, Amante. Elle enchaîne ensuite avec les Oaks et, nantie de ce doublé, elle aurait pu s'en tenir là pour ce printemps classiques. Mais Dupré et Mathet comptent sur la forme étincelante de leur protégée et décident un pari fou : tenter dix jours après les Oaks d'affronter les mâles dans le Prix du Jockey Club. Un exploit que dix pouliches ont réussi en 120 ans, mais parmi elles une seule au 20e siècle, Brumelli en 1917. Pari presque gagnant : Bella Paola termine deuxième de Tamanar et devient la quatrième des cinq pouliches s'étant hissée sur le podium du Derby français au 20e siècle.  
En septembre, Bella Paola confirme qu'elle est bien la meilleure pouliche d'Europe en dominant une nouvelle fois ses contemporains dans le Prix Vermeille, qui lui sert de test ultime en vue d'un Prix de l'Arc de Triomphe dont elle est l'une des grandes favorites et au palmarès duquel elle ne déparerait pas. Mais de façon inattendu elle s'y montre décevante, incapable de se mêler à la lutte finale dont s'extirpe le premier l'Irlandais Ballymoss. Est-elle émoussée, après une saison sir chargée ? Ça n'est pas la bonne explication et peut-être n'y en a-t-il pas, ou bien c'est le fameux "jour sans". Mais fatiguée Bella Paola ne l'est pas puisqu'elle achève sa brillante carrière par une victoire en Angleterre face aux chevaux d'âge dans les Champion Stakes, au nez et à la barbe du vainqueur de l'Irish Derby Sindon et du miler Major Proportion, qui avait enchaîné plus tôt dans la saison St. James's Palace Stakes, les Queen Elizabeth II Stakes et les Sussex Stakes. Elle se retire sur cette victoire, avec un palmarès exceptionnel et un rating de 131 délivré par Timeform, qui fait d'elle la meilleure 3 ans vue en Europe depuis Coronation. 

### Résumé de carrière
| Date        | Hippodrome       | Pays        | Course                        | Distance    | Jockey        | Place       | Vainqueur ou deuxième |
| 1957, 2 ans | 1957, 2 ans      | 1957, 2 ans | 1957, 2 ans                   | 1957, 2 ans | 1957, 2 ans   | 1957, 2 ans | 1957, 2 ans           |
| ----------- | ---------------- | ----------- | ----------------------------- | ----------- | ------------- | ----------- | --------------------- |
| Août        | Deauville        | France      | Prix Yacowlef                 | 1 000 m     | S. Boullenger | 3e          |                       |
| Août        | Clairefontaine   | France      | Prix Georges de Kerhallet     |             | S. Boullenger | 1er         |                       |
| Septembre   | Maisons-Laffitte | France      | Critérium de Maisons-Laffitte | 1 400 m     | S. Boullenger | 1er         | Tarquin               |
| Octobre     | Longchamp        | France      | Grand Critérium               | 1 600 m     | S. Boullenger | 1er         | Tarquin               |
| 1958, 3 ans |                  |             |                               |             |               |             |                       |
| Avril       | Longchamp        | France      | Prix Imprudence               | 1 600 m     | S. Boullenger | 1er         |                       |
| Mai         | Newmarket        | Royaume-Uni | 1000 Guinées                  | 1 600 m     | S. Boullenger | 1er         | Amante                |
| Juin        | Epsom            | Royaume-Uni | Oaks                          | 2 400 m     | M. Garcia     | 1er         | Mother Goose          |
| Juin        | Chantilly        | France      | Prix du Jockey Club           | 2 400 m     | S. Boullenger | 2e          | Tamanar               |
| Septembre   | Longchamp        | France      | Prix Vermeille                | 2 400 m     | S. Boullenger | 1er         | V.I.P.                |
| Octobre     | Longchamp        | France      | Prix de l'Arc de Triomphe     | 2 400 m     | S. Boullenger | 8e / 17     | Ballymoss             |
| Octobre     | Newmarket        | Royaume-Uni | Champion Stakes               | 2 000 m     | G. Lequeux    | 1er         | Sindon                |

## Au haras
Devenue poulinière, Bella Paola allait tracer une belle lignée, qui sera pérennisée quand l'élevage Aga Khan intégrera la jumenterie Dupré lors de sa dispersion en 1977.
- 1960 - Beau Persan (par Persian Gulf) : Prix Juigné, Prix Daru, 2e Prix de Chantilly, n'a couru que trois fois.
- 1961 - Paolina (par Tanerko) : Prix Thomas Bryon, 3e Prix Chloé.
- 1963 - Bubunia (par Wild Risk) : Prix Chloé, Prix de Royaumont, Prix de la Nonette, 2e Prix Vermeille, Prix de Malleret
- 1965 - Pola Bella (par Darius) : Poule d'Essai des Pouliches, Prix du Moulin de Longchamp, Critérium de Maisons-Laffitte, Prix de la Grotte, Prix de la Nonette, 2e Prix de Diane, Prix Vermeille, Grand Critérium
  - Troisième mère de Natroun (Akarad) : Prix du Jockey Club
  - Troisième mère de Vererva (Kahyasi) : Prix de Diane.

## Origines
Bella Paola est le fruit d'un croisement 100% allemand, François Dupré ayant impulsé un apport de sang germanique dans son élevage pour le diversifier. Le père Ticino était un champion (Derby Allemand, Grosser Preis von Berlin (3 fois), Grosser Preis von Baden) et surtout le meilleur étalon de l'après-guerre outre-Rhin, neuf fois tête de liste et autant de fois tête de liste des pères de mères. 
L'histoire tumultueuse de la famille maternelle est liée aux tourments de la guerre : la deuxième mère Reine d'Ouilly est une jument élevée par Dupré que les Allemands volent et envoient en Allemagne en 1940 (son premier produit outre-Rhin sera nommé Reichstag...). Dupré ne la récupère qu'en 1947, et prend aussi sa fille nommée Regina. Reine d'Ouilly retrouve le haras dont elle porte le nom et donne en 1948 Prince d'Ouilly, qui remporte, quelle ironie, le Grosser Preis von Baden (avant de terminer étalon en Colombie). Quant à Regina, elle participera aux dédommagements de guerre en donnant Rhea (issue de l'Allemand Gundomar), qui va s'avérer excellente poulinière puisqu'elle va donner à l'élevage Dupré : 
- Bella Paola
- Regent (par Tantième) : Prix d'Harcourt, Prix Thomas Bryon, étalon au Brésil
- Rhénane (par Tanerko), mère de :
  - Rheffic (par Traffic) : Prix du Jockey Club, Grand Prix de Paris, Critérium de Saint-Cloud, Prix Greffulhe.

### Pedigree
| Origines de Bella Paola (FR), jument baie née en 1955 | Origines de Bella Paola (FR), jument baie née en 1955 | Origines de Bella Paola (FR), jument baie née en 1955 | Origines de Bella Paola (FR), jument baie née en 1955 |
| ----------------------------------------------------- | ----------------------------------------------------- | ----------------------------------------------------- | ----------------------------------------------------- |
| Père Ticino 1939                                      | Athanasius 1931                                       | Ferro                                                 | Landgraf                                              |
| Père Ticino 1939                                      | Athanasius 1931                                       | Ferro                                                 | Frauenlob                                             |
| Père Ticino 1939                                      | Athanasius 1931                                       | Athanasie                                             | Laland                                                |
| Père Ticino 1939                                      | Athanasius 1931                                       | Athanasie                                             | Athene                                                |
| Père Ticino 1939                                      | Terra 1929                                            | Aditi                                                 | Dark Ronald                                           |
| Père Ticino 1939                                      | Terra 1929                                            | Aditi                                                 | Aversion                                              |
| Père Ticino 1939                                      | Terra 1929                                            | Teufelsrose                                           | Robert Le Diable                                      |
| Père Ticino 1939                                      | Terra 1929                                            | Teufelsrose                                           | Rosanna                                               |
| Mère Rhea 1950                                        | Gundomar 1942                                         | Alchimist                                             | Herold                                                |
| Mère Rhea 1950                                        | Gundomar 1942                                         | Alchimist                                             | Aversion                                              |
| Mère Rhea 1950                                        | Gundomar 1942                                         | Grossularia                                           | Aurelius                                              |
| Mère Rhea 1950                                        | Gundomar 1942                                         | Grossularia                                           | Grolle Nicht                                          |
| Mère Rhea 1950                                        | Regina 1947                                           | Indus                                                 | Alcantara                                             |
| Mère Rhea 1950                                        | Regina 1947                                           | Indus                                                 | Himalaya                                              |
| Mère Rhea 1950                                        | Regina 1947                                           | Reine d'Ouilly                                        | Pharos                                                |
| Mère Rhea 1950                                        | Regina 1947                                           | Reine d'Ouilly                                        | Hesione (famille 4-n)                                 |